# Union chrétienne-nationale
L’Union chrétienne-nationale (en polonais : Zjednoczenie Chrześcijańsko-Narodowe, ZChN) est un parti politique polonais conservateur fondé en 1989 et dissous en 2010.

## Historique
Il s'est présenté à chaque élection parlementaire dans le cadre d'une coalition. En 1993 le Comité électoral catholique « Patrie » (KKWO), et en 2001 l'Alliance électorale Solidarité de droite (AWSP) n'ont pas franchi le seuil de représentativité de 8 % des suffrages exprimés imposé aux coalitions. La majorité de ses membres a rejoint Droit et justice, parti conservateur, populiste et eurosceptique des jumeaux Jarosław et Lech Kaczyński.

## Dirigeants
| Nom                 | Mandat                             |
| ------------------- | ---------------------------------- |
| Wiesław Chrzanowski | 28 octobre 1989 – 1er octobre 1994 |
| Ryszard Czarnecki   | 1er octobre 1994 – 24 février 1996 |
| Marian Piłka        | 24 février 1996 – 21 mai 2000      |
| Stanisław Zając     | 21 mai 2000 – 2 mars 2002          |
| Jerzy Kropiwnicki   | 2 mars 2002 – 3 juin 2006          |
| Jacek Szczot        | 3 juin 2006 – 21 mars 2009         |
| Marian Papis        | 21 mars 2009 – 27 janvier 2010     |

## Résultats électoraux

### Élections parlementaires
| Année | Diète     | Diète | Diète    | Sénat   | Rang | Gouvernement                                  |
| Année | Voix      | %     | Mandats  | Mandats | Rang | Gouvernement                                  |
| ----- | --------- | ----- | -------- | ------- | ---- | --------------------------------------------- |
| 1991  | 980 304   | 8,7   | 49 / 460 | 9 / 100 | 4e   | Olszewski (1991-1992) et Suchocka (1992-1993) |
| 1993  | 878 445   | 6,4   | 0 / 460  | 0 / 100 | 9e   | Extra-parlementaire                           |
| 1997  | 4 427 373 | 33,8  | 25 / 460 | 3 / 100 | 1er  | Buzek                                         |
| 2001  | 729 207   | 5,6   | 0 / 460  | 0 / 100 | 7e   | Extra-parlementaire                           |